# Mileewa unifasciata
Mileewa unifasciata är en insektsart som beskrevs av Evans 1955. Mileewa unifasciata ingår i släktet Mileewa och familjen dvärgstritar. Inga underarter finns listade i Catalogue of Life.